# Cellier-du-Luc
Cellier-du-Luc è un comune francese di 110 abitanti situato nel dipartimento dell'Ardèche della regione dell'Alvernia-Rodano-Alpi.

## Società

### Evoluzione demografica
Abitanti censiti